# Клімат Австралії

Кліматичні зони Австралії

Переважна частина Австралії має тропічний, континентальний, сухий, або вкрай сухий клімат, на сході (поза бар'єром гір) — вологий; північна частина — у зоні екваторіального клімату (на краях Північної території та в північній частині півострова Кейп-Йорк — мусонний різновид); на південно-західному і південно-східному узбережжях, а також на Тасманії — субтропічний морський клімат.
Сумарна сонячна радіація постійно висока: на півночі і півдні — близько 590 кдж/см² на рік, у внутрішніх районах — 750 кдж/см²; радіаційний баланс на більшій частині території — 250—290 кдж/см², на півночі і північному сході — 335 кдж/см². При невеликих висотах рівнин Австралії це обумовлює постійно високі температури на всьому материку. Австралія майже повністю лежить у межах літніх ізотерм 20, 28, зимових 12, 20 °C. Сезонні коливання температур виявляються в основному у внутрішніх районах тропічного поясу та в субтропіках. Жаркий район із січневими температурами вище 40 °C — на північному заході (Марбл-Бар). Абсолютний максимум температур 53,1 °C спостерігався у Клонкаррі (Квінсленд). Абсолютні мінімуми температур у внутрішніх районах Австралії падають до −4, −6 °C. Морози стійкі тільки в  Австралійських Альпах, де відзначені температури до −22 °C.
Положення більшої частини Австралії у континентальному секторі тропічного поясу обумовлює сухість клімату, що загострюється розтягнутістю материка з заходу на схід, слабкою розчленованістю берегів, бар'єром Великого Вододільного хребта на шляхах вологих вітрів з океанів. 38 % площі Австралії отримує менше 250 мм опадів на рік. Найнижчі опади в районі озера Ейр (100 мм) і на рівнині Налларбор (50 мм). Періодично виникають посухи, однак тривалих посух не буває, тому що рівнинність материка і невелика довжина з півночі на південь сприяють проникненню всередину вологих вітрів як з півночі, так і з півдня. Посухи спричинюють дуже часті пожежі, боротьба з якими є для австралійців цілком рутинною справою. Влітку (грудень — лютий) над сильно нагрітою Австралією встановлюється Австралійський мінімум тиску, у який із північного заходу і півночі втягується вологий екваторіальний мусон, що приносить опади на узбережжя (понад 1500 мм на рік при 6-7 вологих місяцях). На південь від 22° південної широти вони скорочуються до 300 мм на рік з 4-5 дощовими місяцями, на західному узбережжі — до 250 мм.
На півдні материка проходить ряд антициклонів, що обумовлюють літню сухість південно-західної частини Австралії, рівнини Налларбор і Вікторіанських гір. На рівнинах Муррею і Дарлінга літні посухи пом'якшуються конвективними опадами. На сході вітри з Тихого океану несуть прогріте над теплим Східно-Австралійським плином вологе повітря. Його підняття по схилах гір обумовлює орографічні опади, особливо рясні між 16 і 19° південної широти. У Кернсі випадає найбільша кількість опадів в Австралії — 2243 мм. Літній максимум опадів простежується на півночі від лінії Сідней — мис Північно-Західний. Взимку (червень — серпень) спадні струми висотних антициклонів досягають охолодженої поверхні материка; над Центральною Австралією чітко виражений Австралійський максимум тиску. Вітри, що рухаються від нього, несуть сухе континентальне тропічне повітря на півночі і північному заході, з чим пов'язаний сухий сезон на материку на північ від 15° південної широти.
Над Південною Австралією випадають циклонічні дощі на лінії полярного фронту між помірними і тропічними повітряними масами (у Перті за червень — серпень випадає 494 мм опадів — 55 % річних). На східному узбережжі на південь від Сіднея дощі розподілені рівномірно протягом року, підсилюючись восени з активізацією циклонічної діяльності на полярному фронті.
Залежно від термобаричних умов і характеру зволоження в Австралії виділяються пояси субекваторіального, тропічного і субтропічного клімату. Великий Вододільний хребет, що затримує теплі і вологі вітри з Тихого океану, загострює розходження в ступені зволоження східного узбережжя і внутрішніх районів Австралії і відокремлює океанічні сектори у всіх поясах. Пояс субекваторіального клімату на північ від 20° пд.ш. характеризується постійно високими температурами (20-28°С) і чергуванням літніх вологих і зимового сухого сезонів. Майже повністю лежить у внутрішньоматериковому секторі, лише на північному сході узбережжя виділяється вологіший океанічний сектор. Найбільшу площу займає пояс тропічного (пасатного) клімату між 18° і 30° південної широти із секторами — континентальним пустельним (центр) і напівпустельним (на заході, півночі і сході від 145° східної довготи) і морським (на східному узбережжі і навітряних схилах гір) з жарким вологим літом і теплою менш вологою зимою.
Пояс субтропічного клімату включає Південну Австралію; у ньому виділяються сектори: південно-західний середземноморський з жарким сухим літом і прохолодною вологою зимою, південно-східний мусонний, рівномірно вологий протягом року, і континентальний зі зростаючою до центра посушливістю, аж до пустельного на схід рівнини Налларбор.

Середньорічні температури в Австралії за період з 1910 по 2009 роки

На думку кліматологів,глобальні зміни клімату спричиняють до підвищення середньорічних температур та ймовірності виникнення теплових хвиль на континенті. За даними Бюро метеорології, середня річна температура в Австралії за 2009 рік була на 0,90 °C (1,62 °F) вища за середньостатистичну у 1961–90 роках, а 2013 рік став найтеплішим за історію спостережень, побивши рекорд 1910 року..

## Опади

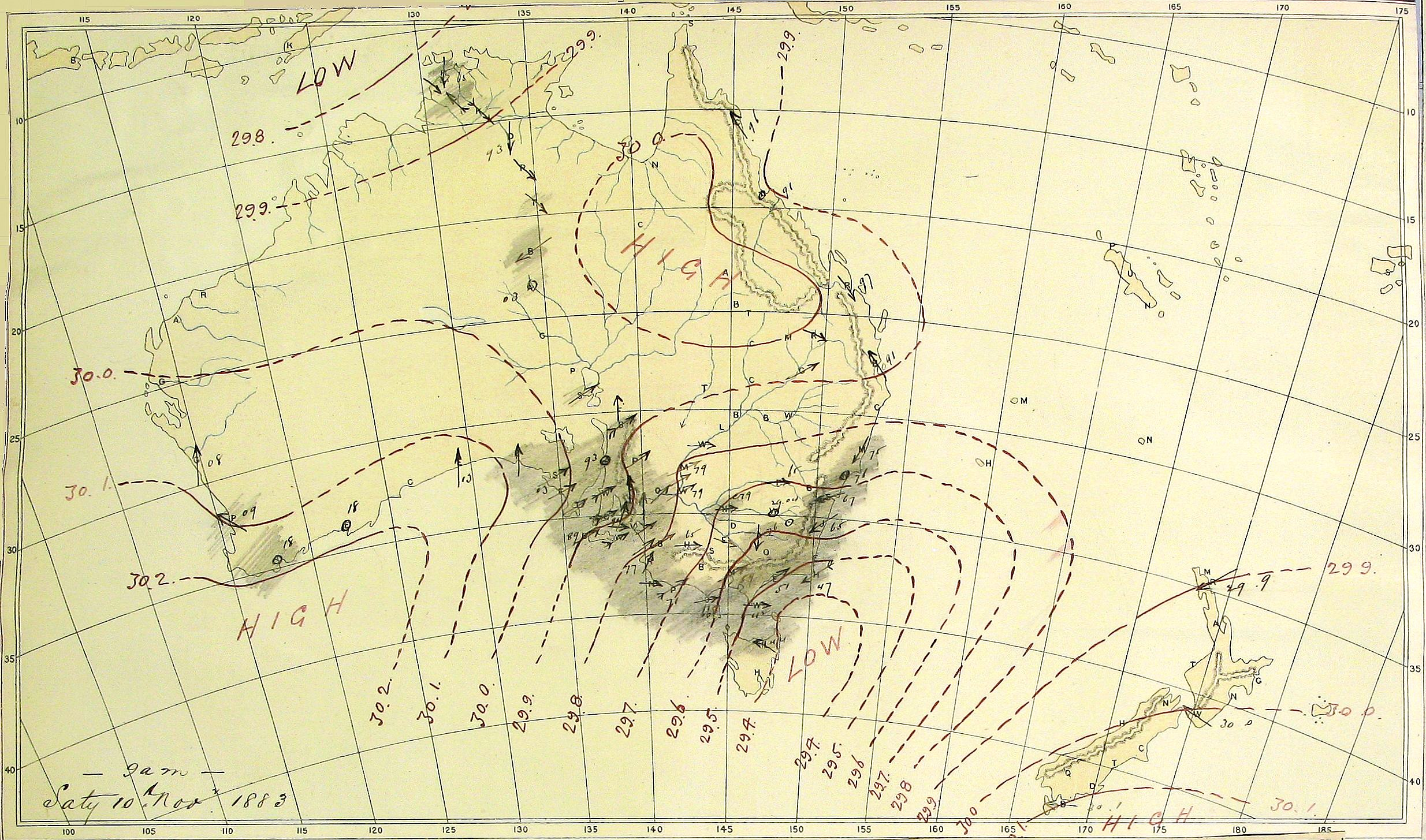
Коли Ревучі сорокові стискаються в бік південно-східної Австралії, вони зазвичай приносять дощі та сніг на південному сході, особливо навколо Австралійських Альп.

### Дощ
Понад 80% Австралії має щорічну кількість опадів менше 600 мм (24 дюйм); серед континентів лише Антарктида отримує менше опадів. Місцевість у глибині материка біля озера Ейр (в Південній Австралії) отримує лише 81 мм (3 дюйм) опадів щороку. Інша місцевість, Труданінна Бор (29°11′44″ пд. ш. 138°59′28″ сх. д. / 29.19556° пд. ш. 138.99111° сх. д., висота: 46 м) в Південній Австралії, з 1893 по 1936 рік у середньому отримувала 104,9 мм (4,13 дюйма) опадів. Від одного екстрему до іншого, частини узбережжя Північного Квінсленду щорічно в середньому отримують понад 4 000 мм (157 дюйм), причому австралійський річний рекорд становить 12 461 мм (491 дюйм), встановлений на вершині гори Беллендена Кера у 2000 році. Чотири фактори сприяють посушливості австралійського материка:
- Холодні океанічні течії біля західного узбережжя
- Низька висота рельєфу
- Панування систем високого тиску
- Форма материка

Середньорічна кількість опадів у австралійських пустелях є низькою, в межах від 81 до 250 мм (3 до 10 дюйм). Грози є відносно поширеними в регіоні, з щорічним середнім показником 15-20 гроз. Денні температури влітку коливаються від 32 до 40 °C (90 до 104 °F); зимові температури становлять 18 до 23 °C (64 до 73 °F).
Південні частини Австралії отримують звичайні західні вітри та дощові холодні фронти, які надходять, коли системи високого тиску рухаються до північної Австралії взимку. Холодні хвилі можуть призводити до заморозків у внутрішніх районах, хоча температури біля узбережжя є м'якими протягом усього року. Австралійські північно-західні хмарні смуги забезпечують до 80% щорічної кількості опадів для північно-західної Австралії та до 40% щорічної кількості опадів для південно-західної Австралії, включаючи більшість зимових опадів у північно-західній Західній Австралії та Центральній Австралії. Літа в південній Австралії зазвичай сухі та спекотні з прибережними морськими бризами. Під час тривалого сухого періоду гарячі та сухі вітри з внутрішніх районів можуть спричиняти лісові пожежі в деяких південних та східних штатах, найчастіше у Вікторії та Новий Південний Уельс.
Тропічні райони північної Австралії мають вологе літо через мусон. Під час "вологого сезону", типово з жовтня по квітень, вологі північно-західні вітри приносять дощі та грозові хвилі. Час від часу тропічні циклони можуть спричиняти сильні опади в тропічних прибережних районах, які також можуть сягати далі у внутрішні райони. Після мусонного сезону настає сухий сезон ("зима"), який приносить здебільшого чисте небо та м'якші умови.
Записи опадів мають тенденцію концентруватися вздовж східного узбережжя Австралії, особливо в тропічному північному Квінсленді. Найвища 24-годинна кількість опадів, зафіксована в Австралії, становила 907,0 міліметра (35,7 дюйм) у Крогемхерсті 3 лютого 1893 року. Найвища місячна кількість опадів була зафіксована 5 387,0 міліметра (212,1 дюйм) на Гора Беленден Кер, Квінсленд у січні 1979 року. Найвища річна кількість опадів становила 12 461,0 міліметра (490,6 дюйм), також зафіксована на горі Беленден Кер у 2000 році. Крім того, місце, яке отримує найвищу середньорічну кількість опадів в Австралії - це Бабінда у Квінсленді, з річною середньою 4 279,4 міліметра (168,5 дюйм).
Холодні океанічні течії біля узбережжя Західної Австралії призводять до незначного випаровування. Внаслідок цього дощові хмари формуються рідко, і вони рідко утворюються достатньо довго, щоб зафіксувати безперервний період дощу. Посушлива/напівпосушлива зона Австралії простягається до цього регіону. Відсутність будь-якого значного гірського хребта або території з істотною висотою над рівнем моря призводить до дуже незначної кількості опадів, спричинених орографічними хмарами. На сході Великий Вододільний хребет обмежує рух дощу у внутрішні райони Австралії.
Австралія має компактну форму, і жодні значні водойми не проникають далеко у внутрішні райони. Це важливо тим, що вологі вітри не можуть проникнути всередину материка, таким чином утримуючи кількість опадів на низькому рівні.

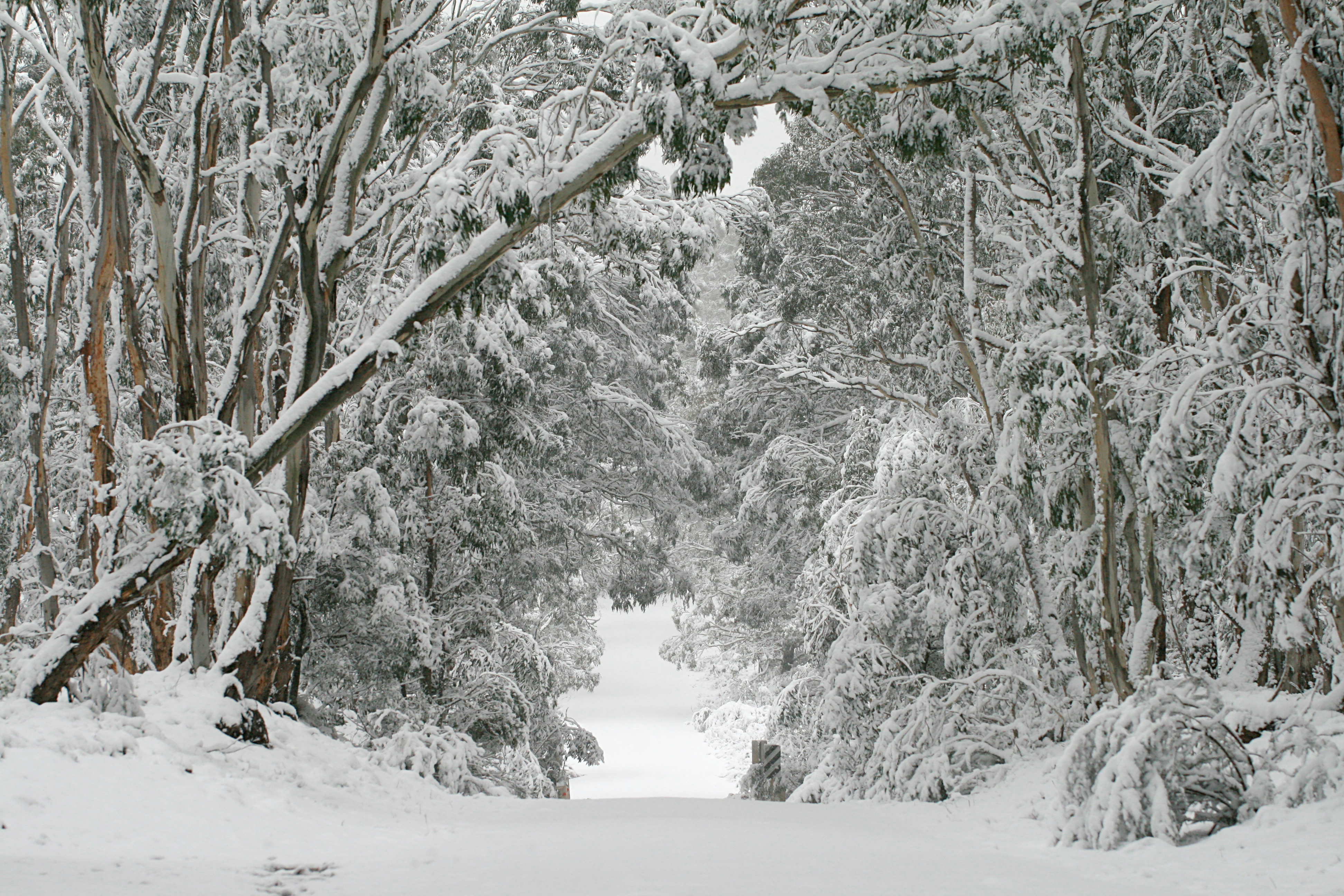
Національний парк Каннгра-Бойд у Блакитних горах

### Сніг
В Австралії сніг часто випадає на високогір'ях southeast. У кількох районах є регулярний сніговий сезон, які мають сезонну лижну індустрію, такі як Тредбо, Кабрамурра, Перішер, Гора Гофем та Гора Буллер, серед інших. Сніг випадає з деякою регулярністю на висоті понад 600 метрів (2 000 фут) на Великому Вододільному хребті, зрідка сягаючи так далеко на північ, як Стантроп у південному Квінсленді та в ізольованих частинах Південної Австралії та Західної Австралії.
Сніг на рівні моря рідко реєструється на материковій частині Австралії (а саме в південній Вікторії), але набагато частіше трапляється в південно-західній Тасманії. Легкий сніг зазвичай випадає раз на кілька зим у столиці країни Канберрі. Більше того, великі регіональні міста Оранж та Балларат щорічно отримують снігопади, з населенням понад 40 000 та 100 000 відповідно.

## Див.також
- Клімат Азії